# Солдатский (Бурятия)
Солда́тский (бур. Сэрэгшэн Бага Хороо) — упразднённый посёлок, находившийся в подчинении Советского района города Улан-Удэ, Бурятия. В 2009 году включен в состав города и исключен из учётных данных.

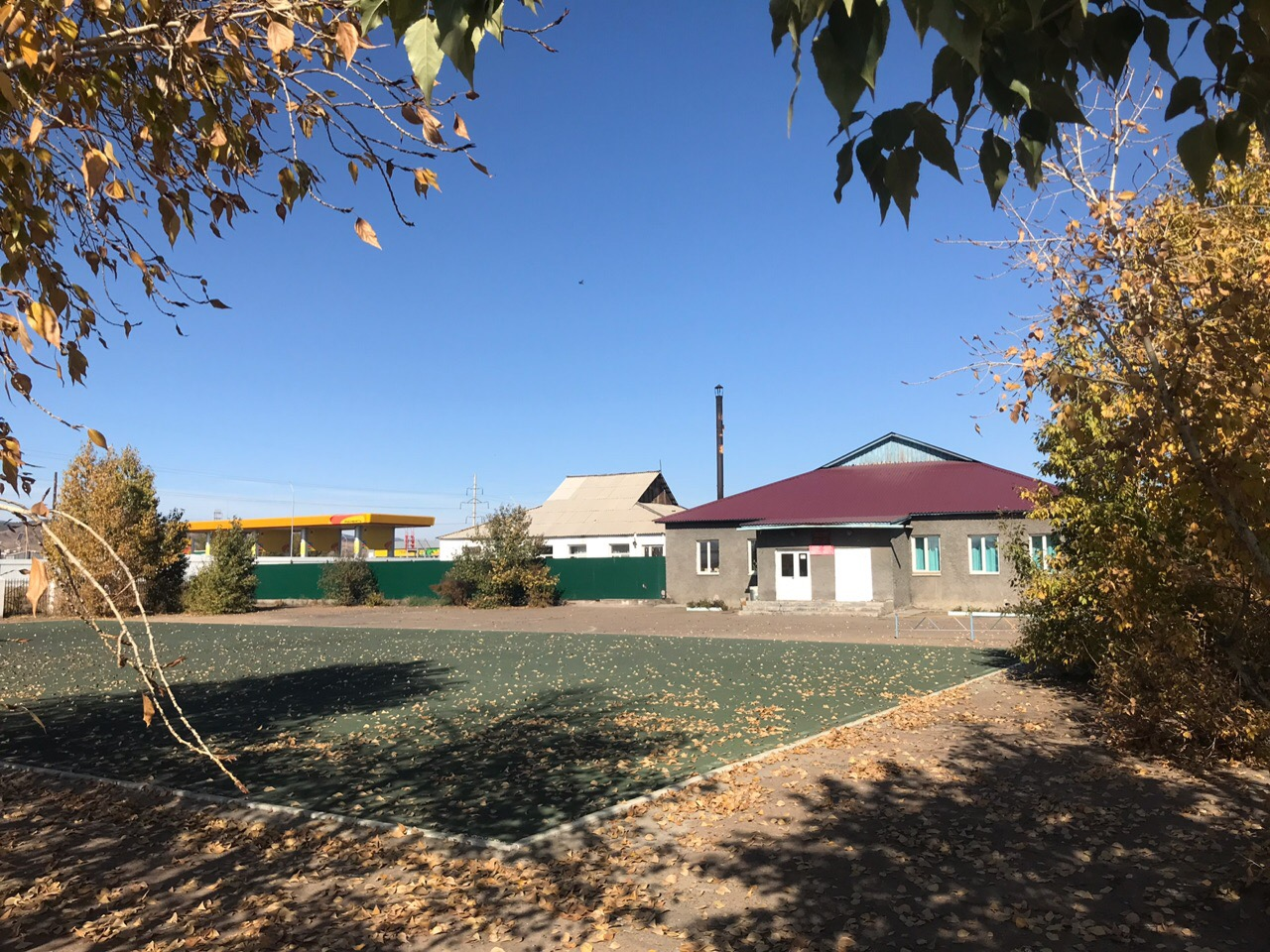
Средняя общеобразовательная школа № 54, пос. Солдатский, г. Улан-Удэ

## География
Посёлок Солдатский расположен в степной равнинной местности, на юго-западе города Улан-Удэ, на левобережье реки Селенги. Находится в 8 км от центра столицы Бурятии, на федеральной автотрассе Р258 «Байкал» (преимущественно по восточной стороне магистрали).

## История
22 марта 1968 года посёлки Сокол и Солдатский из Улан-Удэнского аймака переданы в Улан-Удэнский горсовет.
Постановлением Народного Хурала Республики Бурятия от 3 декабря 2009 года № 1233-IV посёлок Солдатский присоединен к Советскому району города Улан-Удэ.

## Население
| 2002 |
| ---- |
| 3454 |

## Инфраструктура
- территориально-общественное самоуправление (ТОС)
- средняя общеобразовательная школа
- врачебная амбулатория

## Фотографии
Микрорайон Солдатский. Район вблизи с федеральной автотрассой Р258 «Байкал».

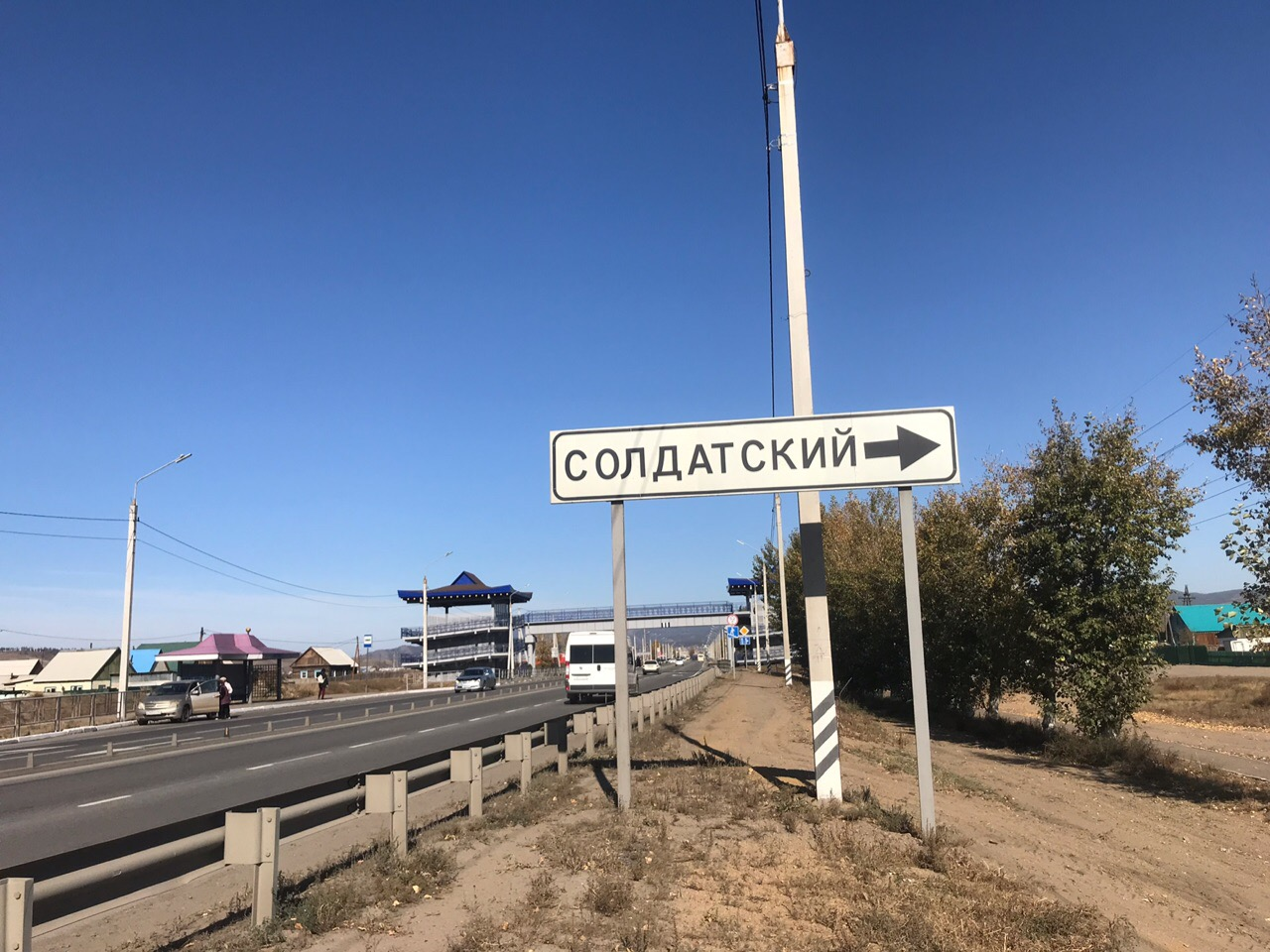
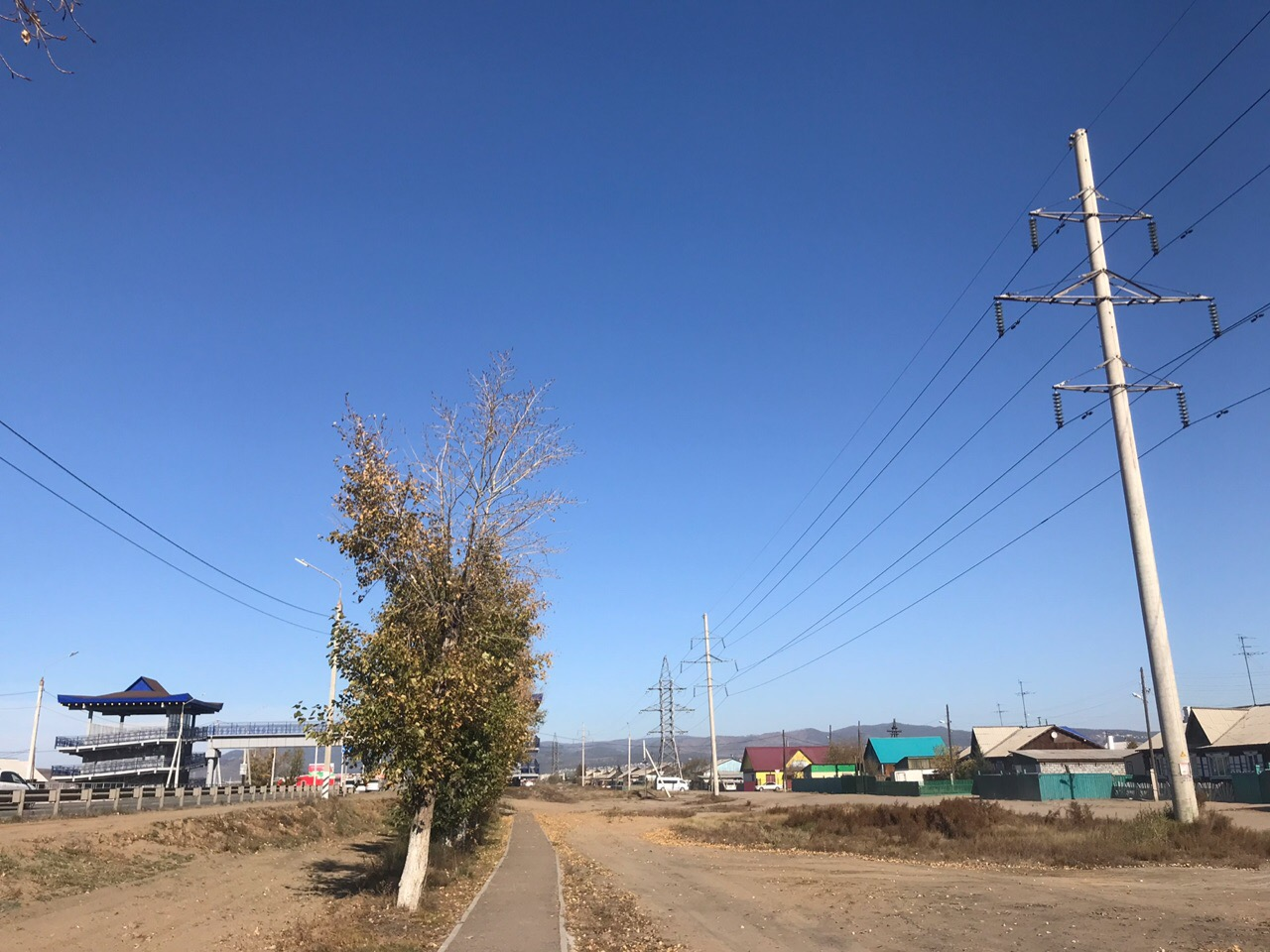
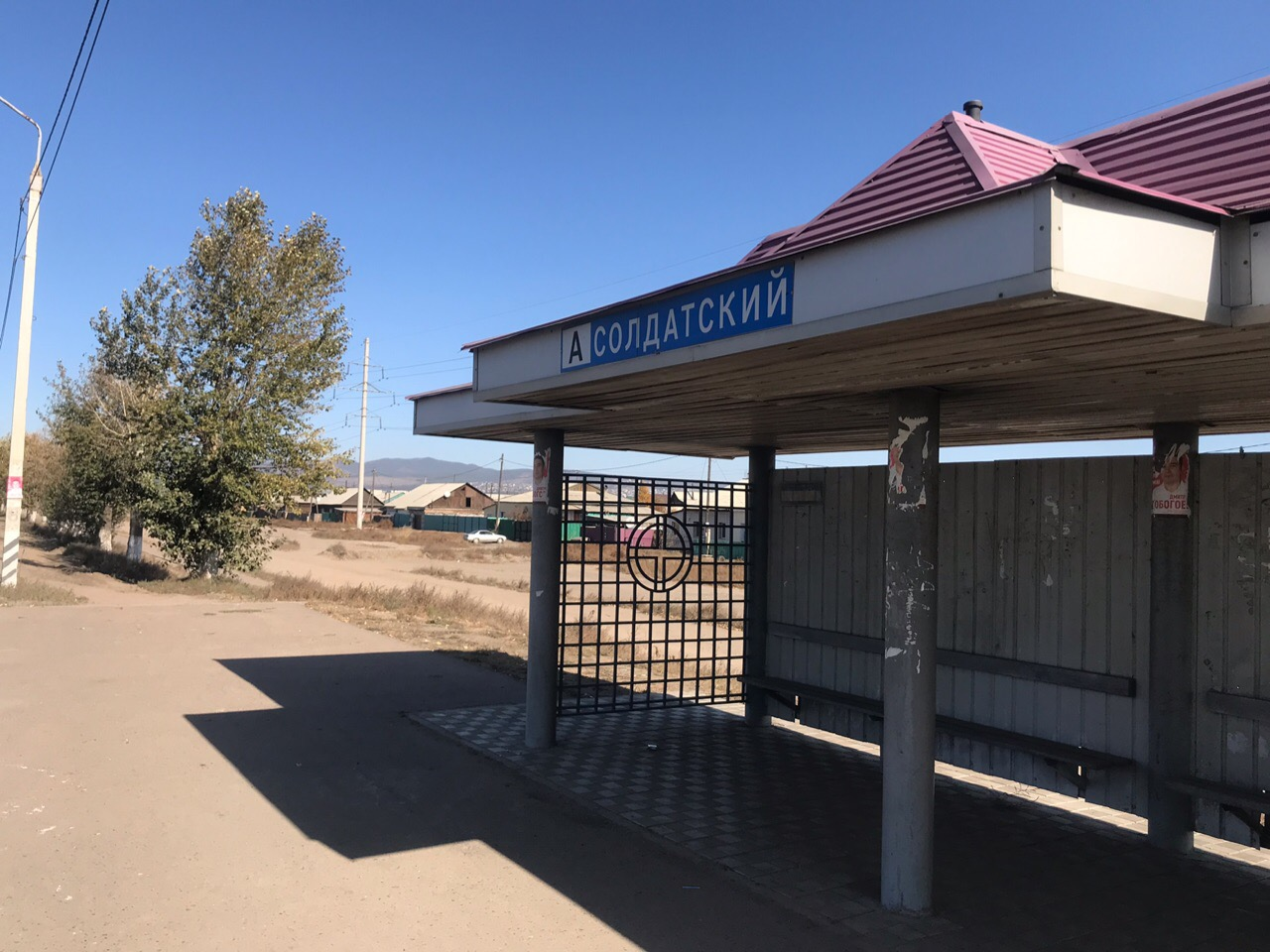
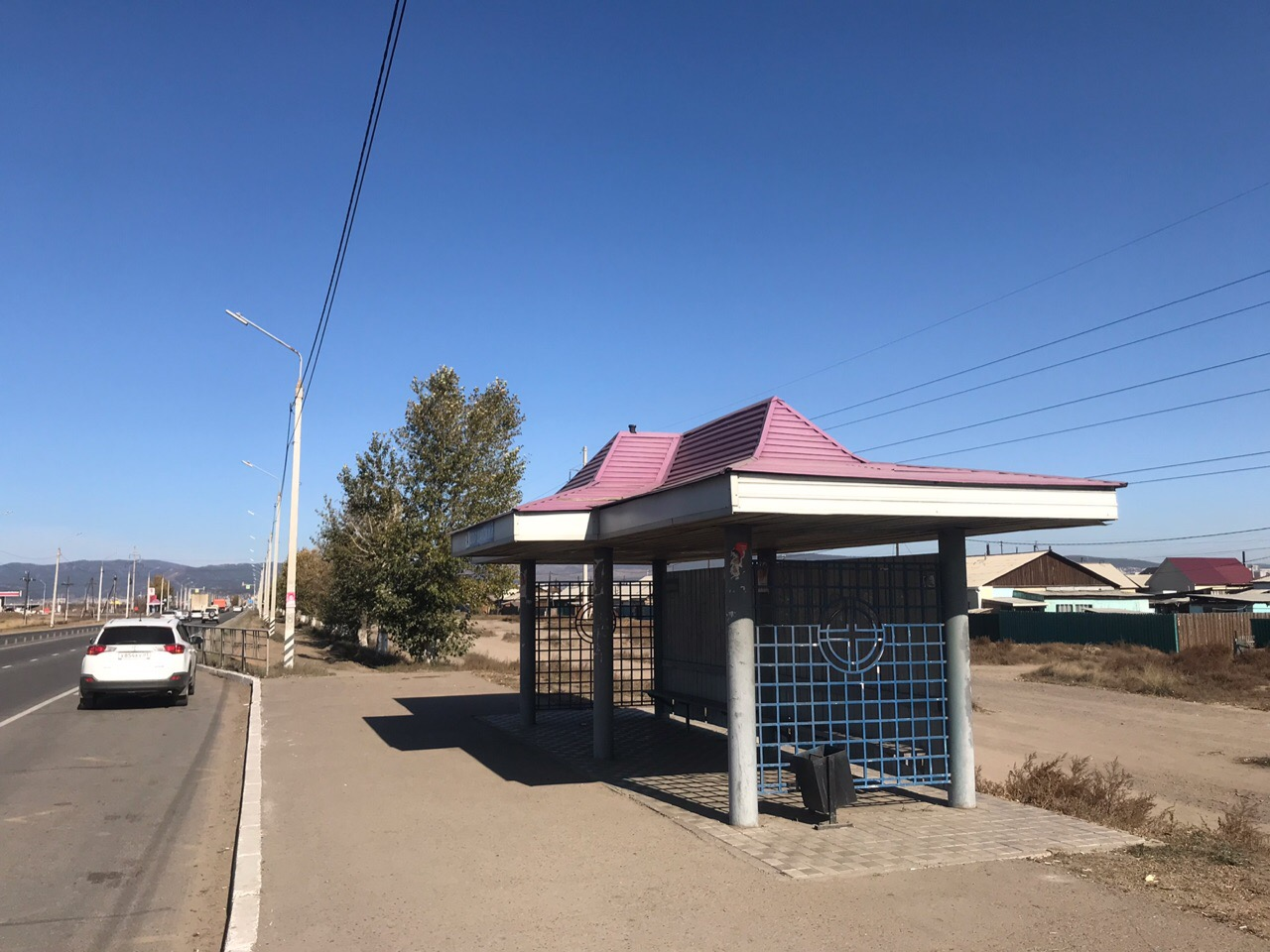